# リセ
リセ（仏: lycée）は、フランスの後期中等教育機関。日本の高等学校に相当する。コレージュが設置される以前はドイツのギムナジウムに近かった。大まかには、3年制のバカロレア取得コースと、2年制の職業適性証取得コースがある。
アリストテレスが創設した学園のリュケイオンにちなんで名付けられた。現代トルコ語では、高等学校のことをliseという。これは、オスマン帝国時代末期の19世紀、タンジマートなどの近代化の結果、フランス語の語彙がトルコ語にもたらされたからである。

## 校数
2013年の時点で、リセ校数は以下である。
- 1513の一般教育・技術リセ

フランスの教育制度

- 1086の職業リセ（日本の商業・工業高校に近い）
- 218の農業リセ（日本の農業高校に近い）
- 12の海事訓練リセ（日本の商船高専に近い）
- 6のリセ・ド・ラ・デファンス（Lycée de la Défense、日本の陸自高等工科学校に近い）

## 種別

### 普通コース
普通バカロレア取得を目指すコース。3年制でレベル3Aとされる。

### 技術コース
技術バカロレア取得を目指すコース。3年制でレベル3Aとされる。

### 職業教育コース
職業適性証（CAP）の取得を目指すコース。2年制で、ISCED:3C,EQF:3レベルとされる。CAPは200種類ほどが存在する。
さらにCAPまたはBEP取得者を対象として職業バカロレア取得コースが存在し、2年制でISCED:3B,EQF4レベルとされる。

### バカロレア取得後コース
いくつかのリセはバカロレア取得者を対象として、以下の課程を持っている。
- グランゼコール準備級（予備大学コース、CPGE） - グランゼコールへの進学準備コース（予科）[1]。
- 上級技術者コース（フランス語版）（STS） - 上級技術者免状資格を取得するためのコース[2]。2年制。

## 歴史
1802年のナポレオン1世が執政時代に公布した教育令において、リセが国庫によって支持される中等学校と規定された。1808年の帝国大学制度体系のうちでは、リセを官立の中等学校、コレージュを公私立の中等学校として位置づけ、翌1809年にリセの修業年限を5年と定めた。これは、ナポレオン1世の支持階級たるブルジョワジーのために古典人文的練成を施すことを目的とした。
1902年の改革は、中等教育における古典や、近代の両系統の別置を廃止、これを1つの学校のうちの2つの過程として取り入れることとなった。1924年以来、教育の機会均等、階級性打破の理念から、初等教育とリセとの連絡が企てられ、また義務教育年限の延長に伴う教科内容の改正などが行われた。
ランジュヴァン案は理想的なものとされたが、実現するに至らず、その後この構想を現実的に手直しした多くの改革案が検討され、1959年にシャルル・ド・ゴール大統領の下で改革が実施された。

## 主なリセの例
フランス
- リセ・ルイ＝ル＝グラン（公立、パリ5区）
- アンリ4世校（リセ・アンリ4世、公立、パリ5区） - 「ラ・ブーム」（1980年、仏映画）、「ラ・ブーム2」（1982年、同）、「17歳」（2013年、同）などの舞台の一つ。
- リセ・サン＝ルイ（公立、パリ6区カルチェラタン）
- リセ・ジャンソン＝ドゥ＝サイイ（公立、パリ16区）

日本
- 東京国際フランス学園（Lycée français international de Tokyo, フランス政府認可、東京） - 1975年設立。幼稚園からリセ課程まである、主に在日フランス人やフランス語圏関係者らを対象としたインターナショナル・スクール。
- 京都国際フランス学園（Lycée français international de Kyoto, フランス政府認可、京都） - 1997年に在京都フランス系居住者らが設立。東京同様に幼稚園からリセ課程までのインターナショナルスクール。

海外
- リセ・フランセ・ドゥ・ロサンゼルス（Lycée français de Los Angeles, フランス政府認可、ロサンゼルス） - 1964年設立。幼〜リセ課程がある私立の運営。出身者には、ジョディ・フォスター、モリー・リングウォルド、ケリー・ウィリアムズ、ノア・ハザウェイ、クレア・デインズらがいる。
- リセ・アンテルナショナル・ドゥ・ロサンゼルス（Lycée international de Los Angeles, フランス政府認可、ロサンゼルス） - 1978年に在米フランス系居住者らが設立。プレスクール、幼〜リセ課程がある。